# Alexander De Croo
Alexander Francis Herman De Croo (Vilvoorde, 3 november 1975) is een Belgisch politicus voor Open Vld. Tussen oktober 2020 en februari 2025 was De Croo premier van België van de zogenaamde Vivaldicoalitie. Hij was de eerste Vlaamse premier in iets minder dan 10 jaar.

## Biografie

### Jeugd
Alexander De Croo is de zoon van voormalig minister, partijvoorzitter en Kamervoorzitter Herman De Croo. Hij studeerde in 1998 af als handelsingenieur aan de Vrije Universiteit Brussel (in samenwerking met Solvay Business School). In 2004 behaalde hij tevens een Master of Business Administration (MBA) aan de Kellogg School of Management van de Northwestern-universiteit in Illinois, Verenigde Staten. Hij werkte tussen 2000 en 2006 voor het consultingkantoor The Boston Consulting Group, van 2004 tot 2006 als projectleider. Daarna richtte hij Darts-ip op, een bedrijf dat advies geeft op vlak van eigendomsrecht, waarvan hij van 2006 tot 2009 bedrijfsleider was.

### Naar de politiek
Bij de Europese verkiezingen van juni 2009 stond De Croo voor de eerste maal op een kieslijst. Hij behaalde 47.779 voorkeurstemmen op de tiende plaats van de Open Vld-lijst, maar raakte niet verkozen in het Europees Parlement. Ook werd hij in 2008 kernlid van de onafhankelijke liberale denktank Liberales.

### Voorzitter Open Vld
Op 26 oktober 2009 stelde hij zich kandidaat voor het voorzitterschap van Open Vld als opvolger van interim-voorzitter Guy Verhofstadt. Hij koos Vincent Van Quickenborne en Patricia Ceysens als running mates en nam het op tegen Marino Keulen en Gwendolyn Rutten. Op 12 december 2009 werd hij in de tweede stemronde met 55 procent (of 11.676 stemmen) tot voorzitter gekozen. Marino Keulen strandde op 9.614 stemmen. Zijn verkiezing was opmerkelijk te noemen, want hij had nog nooit een politiek mandaat uitgeoefend, zelfs niet in de gemeenteraad.
Onder impuls van Alexander De Croo voerde Open Vld in 2010 onder de noemer ‘Moedige verandering’ een vernieuwingsoperatie door die op 12 en 13 juni 2010 uitmondde in een Toekomstcongres.
Naar aanleiding van een speciale reeks over de Belgische monarchie in de kranten De Standaard en La Libre Belgique eind maart 2010 hield Alexander De Croo een pleidooi voor een protocollair koningschap naar Zweeds model. Omdat wegens de obstructie van het FDF (toenmalig kartelpartner van de liberale zuster- en regeringspartij MR), enkele grondige sociaal-economische en institutionele hervormingen en in het bijzonder de splitsing van de ongrondwettelijk verklaarde kieskring Brussel-Halle-Vilvoorde niet binnen de door de Open Vld gestelde deadlines kon worden gerealiseerd, kondigde voorzitter De Croo, geflankeerd en geruggensteund door zijn ondervoorzitters Ceyssens en Van Quickenborne, op 22 april 2010 het vertrek van zijn partij uit de regering-Leterme II aan. Enkele uren later bood premier Yves Leterme het ontslag van zijn regering aan koning Albert II van België aan. De koning aanvaardde, na vier dagen beraad, het ontslag van de regering op 26 april. De keuze van De Croo voor een radicaler en consequenter partijbeleid en herbronning in de federale oppositie leidde tot een weliswaar 'gecontroleerde' (ingecalculeerde), maar toch zwaarder dan verwachte nederlaag bij de federale verkiezingen van 13 juni 2010.
Ondanks de electorale afstraffing van zijn partij behaalde De Croo als lijsttrekker van de Senaat toch 301.917 voorkeurstemmen, de derde beste score in Vlaanderen, na Bart De Wever en Marianne Thyssen. Hij legde de eed af als senator en bleef in de Senaat zetelen tot in oktober 2012. Als senator zetelde De Croo in de commissie Financiën en Economische Aangelegenheden.
Alexander De Croo was in 2011 onderhandelaar namens de Open Vld bij het tot stand komen van het politiek akkoord omtrent de zesde staatshervorming, het zogenaamde Vlinderakkoord.

### Voorzitter af
Bij de gemeenteraadsverkiezingen van oktober 2012 trok De Croo in Brakel de Open Vld-lijst en was als dusdanig kandidaat-burgemeester voor de partij. Hoewel hij in zijn eigen gemeente een goede uitslag behaalde, leed Open Vld elders in Vlaanderen bijna overal zwaar verlies. Door zijn goede score werd hij begin 2013 burgemeester van Brakel en voorzitter van de gemeenteraad. Hij werd slechts titelvoerend burgemeester, want hij volgde in oktober 2012 Vincent Van Quickenborne – die burgemeester van Kortrijk werd – op als vicepremier en minister van Pensioenen in de regering-Di Rupo. Als partijvoorzitter werd De Croo zelf ad interim vervangen door Guy Verhofstadt en Vincent Van Quickenborne, waarna Gwendolyn Rutten in december 2012 de officiële nieuwe voorzitter werd. Waarnemend burgemeester van Brakel werd zijn partijgenoot Stefaan Devleeschouwer. Na de gemeenteraadsverkiezingen van 14 oktober 2018 stond hij het burgemeesterschap af aan Stefaan Devleeschouwer en werd hij voorzitter van de gemeenteraad. Hij bleef dit tot aan het begin van zijn premierschap in oktober 2020, maar bleef daarna wel in de gemeenteraad zetelen.

### Vicepremier
Bij de federale verkiezingen van 25 mei 2014 was Alexander De Croo lijsttrekker van de Open Vld-lijst voor de Kamer van volksvertegenwoordigers in de kieskring Oost-Vlaanderen. Hij behaalde 78.073 voorkeurstemmen, de beste score in de kieskring-Oost Vlaanderen, en legde de eed af.
Van 11 oktober 2014 tot 9 december 2018 was hij vicepremier en minister van Ontwikkelingssamenwerking, Digitale Agenda, Telecommunicatie en Post in de regering-Michel I. Na de doorstart van de regering-Michel II op 9 december 2018, die er kwam na het vertrek van N-VA uit de regering, bleef hij vicepremier en werd hij minister van Ontwikkelingssamenwerking en Financiën. Zijn overige ministerposten werden overgenomen door partijgenoot Philippe De Backer. Bij de federale verkiezingen van mei 2019 was hij lijsttrekker in Oost-Vlaanderen. Hij werd herkozen in de Kamer met 80.283 voorkeurstemmen en zetelde er tot in maart 2020, toen hij minister werd in de regering-Wilmès II.
In mei 2020 behaalde hij bij de verkiezingen voor het partijbestuur van Open Vld de hoogste persoonlijke score, waardoor hij tot ondervoorzitter van de partij werd benoemd. De Croo bleef ondervoorzitter tot in januari 2022 en droeg deze functie toen over aan Jasper Pillen en Stephanie D'Hose.
Tijdens de aanslepende gesprekken voor de vorming van een federale regering werd hij meermaals getipt als kandidaat-premier. In september 2020 stelde de koning hem aan als formateur, samen met PS-voorzitter Paul Magnette.

### World Economic Forum
In de zomer van 2013 werd De Croo door het World Economic Forum gevraagd om vicevoorzitter te worden van de Global Agenda Council on Ageing, de vergrijzingsdenktank van de organisatie. De vergrijzingsdenktank die De Croo aanstuurde, was samengesteld uit experten uit de academische en politieke wereld, het bedrijfswereld en de civiele samenleving en focuste op de bewustwording rond veroudering en de voorbereiding van de samenleving op de gevolgen van de wereldwijde demografische transformatie. In 2015 werd De Croo door het World Economic Forum aangeduid als Young Global Leader.

### Premier

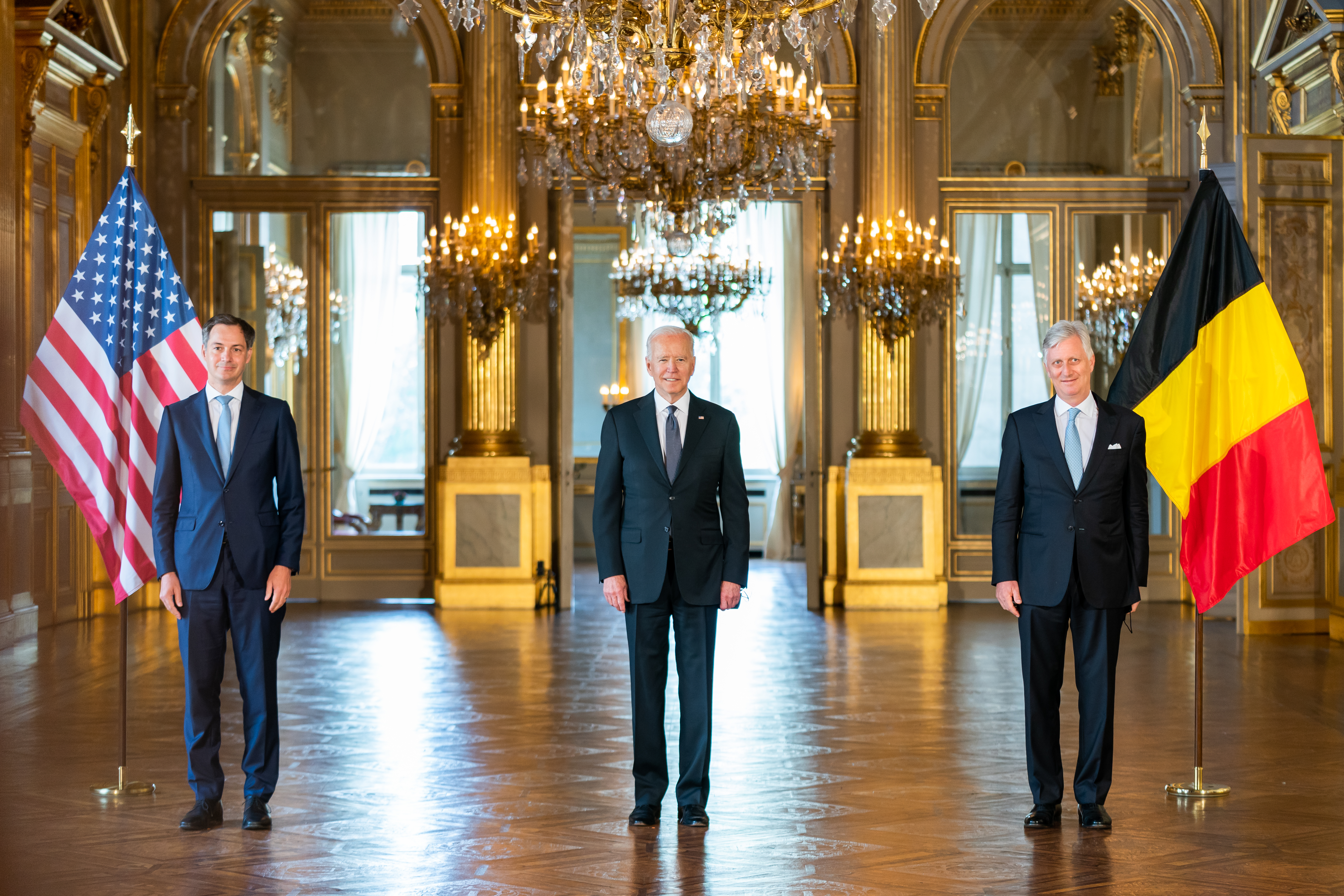
Amerikaans president Joe Biden met koning Filip van België en eerste minister Alexander De Croo. Brussel, Koninklijk Paleis, 15 juni 2021.

Op 30 september 2020 werd na 492 dagen kabinetsonderhandelingen overeenstemming bereikt over een nieuw regeerakkoord. De Croo werd hierbij als premier geplaatst en werd hiermee, sinds het opstappen van Leterme in 2011, de eerste Vlaamse premier van België in negen jaar.
Op 22 april 2022 nam De Croo eveneens het beheer van de bevoegdheden Buitenlandse Zaken en Europese Zaken waar, nadat de bevoegde minister Sophie Wilmès (MR), zijn voorgangster als premier, wegens familiale redenen haar taken in de regering tijdelijk had neergelegd. De Croo nam deze functie waar tot en met 15 juli 2022, toen Wilmès definitief ontslag nam uit de regering en haar bevoegdheden Buitenlandse Zaken, Europese Zaken, Buitenlandse Handel en Federale Culturele Instellingen werden overgenomen door Hadja Lahbib.
In het najaar van 2022 kreeg De Croo af te rekenen met (felle) kritiek van oppositie, pers en publieke opinie nadat zijn partijgenote en staatssecretaris voor Begroting Eva De Bleeker op 18 november op instigatie van de premier ontslag nam wegens "het maken van materiële fouten" in de federale tweejaren-begroting voor 2023 en 2024. Volgens de premier was die door economen geprezen 'voorzichtige' begroting - met een extra tekort van 1,3 miljard euro ten gevolge van een door De Bleeker permanente in plaats van een tijdelijke ingeschreven btw-verlaging op energie - waardoor België de slechtste begroting van de EU kreeg, tegen de door de federale regering genomen beslissingen en de Europese begrotingsregels in. MR-mandataris Alexia Bertrand werd daarna benoemd tot de nieuwe staatssecretaris voor begroting en werd zo lid van Open Vld. Het politiek incident bereikte een climax toen het tijdschrift Knack op 12 december intensief WhatsApp-verkeer van 9 november tussen het kabinet-De Croo en het kabinet-De Bleeker publiceerde en tot de conclusie kwam dat "De Croo niet de waarheid sprak in het parlement". De Croo ontkende dat zijn kabinet de tweede, door de staatssecretaris aangepaste versie van de begroting zou hebben goedgekeurd met een "OK" in de tekstberichten en sprak van pure stemmingmakerij. Diverse oppositiepartijen eisten het ontslag van de premier, maar na een marathondebat kreeg De Croo en zijn Vivaldi-regering op 13 december toch het vertrouwen van de meerderheidspartijen in de Kamer.
Als zittend premier werd hij aangeduid als Oost-Vlaams lijsttrekker voor zijn partij bij de federale verkiezingen van juni 2024. Met 61.309 voorkeurstemmen werd hij opnieuw verkozen in de Kamer. Daags na de verkiezingen diende De Croo het ontslag van zijn regering in. Bij deze verkiezingen was Open Vld de grote verliezer, waardoor de partij besloot om in de oppositie te gaan.
Na de verkiezingsnederlaag van Open Vld werden in augustus 2024 nieuwe voorzitters- en bestuursverkiezingen gehouden. De Croo behaalde na de verkozen voorzitter Eva De Bleeker de meeste stemmen bij de bestuursverkiezingen en werd hierdoor statutair opnieuw ondervoorzitter van de partij.
Bij de gemeenteraadsverkiezingen van oktober 2024 was hij lijsttrekker in Brakel. Open Vld bleef de grootste partij in de gemeente en vormde een bestuur met Broakel 2.0, een kartel van CD&V en N-VA. De Croo werd vervolgens in december 2024 opnieuw burgemeester van Brakel. Zolang hij ontslagnemend premier was, werd hij vervangen door waarnemend burgemeester Marleen Gyselinck.
Tijdens het pastoraal en staatsbezoek van paus Franciscus aan België in september 2024 viel de scherpe toon op waarmee De Croo de paus toesprak in verband met het seksueel misbruik dat in de katholieke kerk heeft plaatsgehad.
In februari 2025 liep het premierschap van Alexander De Croo af. Hij ging vervolgens voltijds aan de slag als burgemeester van Brakel en bleef ook in de Kamer van volksvertegenwoordigers zetelen.

## Persoonlijk

### Privé
De Croo en zijn vrouw hebben twee zonen.

## Uitslagen verkiezingen
| Verkiezing                               | Kieskring       | Datum           | Lijst    | Plaats op lijst       | Voorkeursstemmen | Uitslag       | Partijuitslag binnen kieskring |
| ---------------------------------------- | --------------- | --------------- | -------- | --------------------- | ---------------- | ------------- | ------------------------------ |
| Europese parlementsverkiezingen          | Vlaanderen      | 7 juni 2009     | Open Vld | 10e plaats            | 47.779           | niet verkozen | 20,56 %                        |
| Federale parlementsverkiezingen (Senaat) | Vlaanderen      | 13 juni 2010    | Open Vld | 1e plaats             | 301.917          | 1e titularis  | 13,32 %                        |
| Gemeenteraadsverkiezingen                | Brakel          | 14 oktober 2012 | Open Vld | 1e plaats             | 2.202            | 1e titularis  | 41,9 %                         |
| Federale parlementsverkiezingen          | Oost-Vlaanderen | 25 mei 2014     | Open Vld | 1e plaats             | 78.073           | 1e titularis  | 18,12 %                        |
| Gemeenteraadsverkiezingen                | Brakel          | 14 oktober 2018 | Open Vld | 1e plaats             | 2.210            | 1e titularis  | 53,9 %                         |
| Provincieraadsverkiezingen               | Gent            | 14 oktober 2018 | Open Vld | Lijstduwer-15e plaats | 13.862           | 2e titularis  | 18,9 %                         |
| Federale parlementsverkiezingen          | Oost-Vlaanderen | 26 mei 2019     | Open Vld | 1e plaats             | 80.283           | 1e titularis  | 17,85 %                        |
| Federale parlementsverkiezingen          | Oost-Vlaanderen | 9 juni 2024     | Open Vld | 1e plaats             | 61.309           | 1e titularis  | 11,48%                         |
| Gemeenteraadsverkiezingen                | Brakel          | 13 oktober 2024 | Open Vld | 1e plaats             | 2.300            | 1e titularis  | 43,2%                          |
| Provincieraadsverkiezingen               | Gent            | 13 oktober 2024 | Open Vld | Lijstduwer-15e plaats | 10.546           | 1e titularis  | 18,9 %                         |

## Eretekens
- 2019: Grootofficier in de Leopoldsorde[37]
- 2023: Ridder grootkruis in de Orde van Oranje-Nassau[38]